# 東京地底奇兵
《東京地底奇兵》是日本漫畫家有樂彰展所創作，在《月刊少年GANGAN》連載的漫畫作品。單行本全14卷。由嶋田純子改編為小說。

## 概要
2002年被製作為電視動畫，並且在東京電視網上播放，放送時期從4月2日到9月24日(全26話)。支持者之間多以アングラ或TUG來略稱本作品。台灣地區是由緯來日本台首播，之後由緯來兒童台播出中文版本。

## 故事概要
正如作品標題，這是個發生在東京地底下的禁閉世界的故事。被稱為無敵打架王的高中生—淺葱留美奈，在某一天偶然遇上了從地下組織「公司(カンパニー)」脫逃到地面上的兩位少女：「生命巫女」的露莉・莎拉薩，和擔任其護衛的崔西・洛雷克。雖然留美奈決定出手幫助她們，不只是提供她們居住的地方，還和公司派來追捕露莉的刺客不停地戰鬥；但逐漸被越來越強大的敵人給逼至絕境，最後露莉也再次被帶回地底世界。為了拯救露莉，留美奈一行人於是下定決心勇闖地底・・・

## 登場人物

### 主要人物
淺蔥留美奈（聲優：關智一／香港：黃啟昌／台灣：李景唐）
本故事的主角，充滿精神與活力的高中生少年，血型為A型。國中時期是戰無不勝的出名打架王，升高中時打算揮別過去，滿心期望著「和可愛女孩子相處的玫瑰色校園生活」。在自己居住的地上世界，曾經一度被公司派來的刺客--赤 給殺害，但隨後因為接受露莉所擁有的「返魂能力」而復活，同時也得到了地底世界沒有任何人能操縱的「風的能力」，從此變成公司口中的「風使者」。為了拯救被抓回公司的露莉，下定決心要潛入地底世界。雖然經常和崔西發生衝突(周圍的人總是以「小倆口吵架」來看待此事)，但最能夠瞭解他的人還是非崔西莫屬。在故事的最終戰鬥時，崔西以自己的性命作為交換，將生命託付給留美奈，讓他終於能夠和露莉再次相會。
留美奈從年幼的時候開始，就被爺爺強迫地傳授古流武術(淺蔥流劍術)，由於這個因素，從國中時期開始就以無人能敵的打架王而出名。在高中入學的第一天，他便輕鬆又迅速地打倒了帶領校內不良學生的3年級老大。
但是因為自身能力不足，沒有辦法對抗公司的刺客的緣故，決心向爺爺學習自家流派的淺蔥流劍術。同時在最終試煉中獲得了比自己身體還要長、擁有超群銳利度的日本刀「小烏丸」(其設定出處或許和名為「小烏丸」的日本名刀同源)；配合上自己操縱風的能力，可在真空狀態下揮刀而產生急速的氣壓變化，藉此使出「淺蔥流劍術『烈風』」、「超·烈風」、「烈風陣」等必殺技。此外留美奈也能夠感覺並讀取空氣和風的流動。
留美奈在故事剛開頭便不由自主地喜歡上露莉，整個過程中也並沒有改變心意；然而在潛入地底世界之後，他和崔西的距離開始持續不斷拉近。但無論任何一邊的關係都是曖昧不明的狀態(因為作品本身即存有使其迅速完結的感覺，所以也有人說這是沒辦法的事情)。
崔西·洛雷克（聲優：茂呂田薰、三石琴乃（OVA）／香港：朱妙蘭／台灣：龍顯蕙）
「公司元老級創立成員」的其中一人，同時也擔任「生命巫女」露莉的專屬護衛，血型為A型。對自己的信念深信不移，擁有不服輸的堅強性格。在故事中段時期曾一度喪失記憶。雖然在動畫版的設定中，崔西好像遭受嚴厲的評論，但其實她是一位漂亮的女孩，身材也相當不錯。阻止留美奈魯莽衝動的行為是她的責任之一，此外，她還要被吉爾哈滋和艾蜜莉雅追逐得團團轉、被夏洛瑪的宿命孽緣給死纏不放、被高麗糾纏不清地緊緊黏住，為此每天的生活都充滿了辛苦。在崔西記憶喪失的時期，留美奈在貧民窟交給她的帽子總是片不離身，無論到哪裡都帶著，實際上似乎對留美奈抱有好感的樣子。
身為地底人的崔西擁有操縱「重力」的能力，主要使用重力波打擊敵人並將其擊潰，常用的招式有「大地衝擊波」、「重力之擊」、「鐵震靠」等。雖然不像留美奈的「風」屬性那樣是獨一無二的存在，不過「重力」在地底世界也算是稀有而且珍貴的一種屬性。和煉照戰鬥的時候，崔西用自己的重力將對手的火焰隔離，甚至凝聚起來並化為自己的力量來反擊，使出重力使者原本不可能運用的「火炎衝擊波」將煉照擊敗，這也是非常有名的一個事件。
崔西曾經對留美奈說過『能夠遇見你真是太好了！』、『如果當初先握住你的手的不是露莉大人，而是我的話就好了！』之類的重大發言。另外，對於跟華秦戰鬥中受重傷而瀕死的留美奈，崔西也將露莉給予的反魂力量轉讓給他，挽救了留美奈的生命。
雖然是題外話，但是從(漫畫版中)最初和留美奈相遇時的「差別待遇」(崔西是將近整個版面的左右兩頁篇幅，相對地露莉只有少少的幾格)，以及潛入地底世界之後她和留美奈的距離不斷拉近一事來看，在讀者中也出現「雖然故事的女主角是露莉，但待在留美奈身邊的女主角是崔西」這樣一股聲音。
露莉·莎拉薩（聲優：寺田はるひ／香港：何璐怡／台灣：林美秀）
擁有「生命巫女」的頭銜，同時也是身為「公司的象徵」的一位少女，血型為AB型。她的真實身份是華泰的姊姊--莎拉薩的複製人，因此連容貌和體型都十分相似。雖然平常是文靜溫順的性格，偶而也會表現出傻呼呼的迷糊模樣；在過去她被綁架的事件中，還曾經做出踢誘拐犯的下體並試圖逃跑的行為，像這種展現出她的膽量的場面也存在著。因為聽了護衛的描述，對於地上世界產生興趣，後來便從公司脫逃。曾經短暫地居住在地上世界，並且欣賞到她一直期待著的地面景觀，但很快就被公司派來的師兵帶回地底。
露莉在地上世界曾發揮「反魂能力」，使得被赤給殺死的留美奈重新復活，並且讓留美奈附加地獲得操縱「風」的能力。所謂的「反魂能力」，具有能夠讓生物和人類恢復活力(甚至重生)的效果，為地底世界中僅有露莉一人能使用的神秘能力。雖然基本上應該是自己碰觸到的東西才會復活，不過當留美奈在「雙塔之門」戰敗的時候，以及最底層(貧民窟)崩潰的時候(此事件的確切時間不明)，露莉發揮的反魂能力，都讓離她很遙遠的地方的人(們)得到復活。
因為自己的關係而讓周遭的人們受傷害，是露莉一直感到很恐懼的事情；以留美奈為首，崔西、雪兒等人都為了保護她而受傷，每當有人受傷時她總是感到無比心痛。在地下空洞(アンダーグローブ)之中和身為本尊的「莎拉薩」見面並談話後，從此開始以「露莉」的身份繼續活下去。
順道一提，在崔西的回憶景象中，雖然有著兩人一起畫畫的場面，但露莉的繪畫天分似乎不是很好的樣子。而露莉在故事中間因為被公司抓走的緣故，出場的戲份一度變得極端稀少(漫畫單行本的「卷末後記」隨畫中，作者也曾經以此事為題材發揮了一番)。
五十鈴銀之助（聲優：保志總一朗／香港：盧志傑／台灣：梁興昌）
留美奈從幼稚園時期開始就認識的兒時玩伴，成為一位科學家是他殷切期盼的夢想，血型為B型。因為總是戴著一副高度數的眼鏡，所以連留美奈也不知道，當他將眼鏡摘下後其實一副超級英俊的美少年臉龐。他的口頭禪是「我是唸文科的弱書生啦～」，平常總是因為崔西記不住他的名字(直接喊他「戴眼鏡的」)而感到挫折。
銀之助本身是沒有任何「能力」的普通人類，但卻自願跟著留美奈潛入地底世界，可謂為了好朋友赴湯蹈火在所不辭。當他在地底世界偶然遇到一位發明家--翠，並且見識到他發明的武器後，便決定拜翠為自己的師父。翠所開發的武器，是一種既使沒有能力也能夠順利操縱水、火、雷、冰等屬性力量的機械裝置「練氣槍」。銀之助在翠師父的協助之下，自己也製作出一把練氣槍，從此便使用練氣槍來戰鬥。

### 同伴相關者
雪兒·梅塞亞（聲優：大谷育江／香港：曾佩儀／台灣：李明幸）
具有操縱「雷」能力的女孩，血型為B型。當初因為公司的命令，為了測試獲得「風的能力」的留美奈而來到地面世界。後來在露莉被帶回公司之後，她被指派擔任露莉的新護衛，並且逐漸和露莉建立良好的情誼，兩人彷彿像姊妹一樣親密。在某次偶然的機會下，雪兒得知露莉再繼續待下去將會被當成犧牲品的事實；為了不失去好不容易才有的姊姊，也為了讓露莉能夠和留美奈他們會面，她試圖帶著露莉一起逃離公司。
雪兒在背叛公司之後變成了留美奈等人的同伴，為了拯救露莉而一起戰鬥。她擁有相當容易親近的天真個性。運用自身的雷能力來發出各種攻擊與必殺技是她引以為傲的事情，主要招式包括「雷壁方陣」、「雷天尖」、「迅雷裂破」等，最強絕招為「雷振通天球」。為了控制自己的能力，平常會在身上纏繞著紅色絲帶；如果沒有絲帶的話，她將會變得無法控制強大的技能。然而，在公司和白龍的殊死戰中，對於白龍聲稱「絕對無敵」的純水防禦，雪兒到最後也確實突破了防禦網，因此也有將她稱為「本作最強者」的說法。
雪兒特別親近的對象為露莉和留美奈，平常分別以「露莉姊姊」和「風使者哥哥」來稱呼他們。一般通稱雪兒為「雷電小妞」，留美奈則喊她做「雷電小鬼」。
迪爾·安修佛特（聲優：笹島かほる／香港：謝潔貞／台灣：李明幸）
公司A級師兵的其中一人，跟崔西同樣都是公司元老級創立成員的一人，血型為AB型。故事初期，為了將露莉帶回地底，而被公司派遣來的刺客二人組的其中一人。擁有極高的自尊心，對於自己的能力充滿絕對的自信，但是在和留美奈的初次戰鬥中卻遭受意外的反擊，並為此負傷，從此產生對留美奈復仇的意念。在第二次戰鬥並徹底敗北之後，便懷著「能夠打倒留美奈的只有我一個人」的信念開始獨自行動，和公司成為敵對的狀態。
迪爾擁有操縱「水」的能力，據說和公司最強師兵的赤的實力並駕齊驅。將100噸的水壓縮凝固變成「水牆」，還有能夠自由改變形狀的水之劍「穿水刃」，以這些招式為首，他能夠使用水來發動各式各樣的華麗技能。後來還自己發明了對留美奈專用的必殺技「狐爆殺」。迪爾和另一位同樣是A級師兵的秋紘，兩人是青梅竹馬的關係，他總是被秋紘戲謔為「愛哭鬼迪爾」。
夏洛瑪·魯菲斯（聲優：野田順子／香港：周文瑛／台灣：李明幸）
能夠操縱「冰」能力的(原)公司B級師兵，血型為O型。在過去師兵時期，曾經和崔西兩個人組成搭檔的黑膚色女生。對於身為同伴的崔西，卻懷有相當強烈的對抗心態。主要使用鞭子做為武器，擅長活用冰與冷氣的戰鬥技能。雖然她是住在地底世界的人，不知為何講話卻帶有關西腔調。
夏洛瑪雖然將崔西視為仇敵一般，但她卻也是「洛雷克後援會」的創始第1號會員。由於她將崔西和曾經養育過自己的某位女性的感覺重疊在一起，因此一直以來對崔西懷有某種憧憬。一般根據髮型通稱夏洛瑪為「銀絲捲頭」。
高麗（聲優：木村亞希子／香港：伍秀霞／台灣：李明幸）
公司的少年組師兵，跟雪兒大約同年紀，和(哥哥)羅同樣都是操縱「磁力」的能力者，血型為B型。目標是晉級A級師兵，而且很單純地想成為最強的能力者，為此被白龍給利用來攻擊留美奈，之後和留美奈等人一同掉入最底層的貧民窟。高麗在那裡和半獸人女孩的04相遇，並且逐漸對她產生好感；後來他不再執著於A級師兵，為了讓身體狀況不佳的04接受治療而再次襲擊留美奈。對於她和高麗的關係，雖然做哥哥的羅將04戲稱為「弟弟的寶貝未婚妻」，但當事人的高麗和04對彼此也不怎麼討厭。
高麗主要的武器為溜溜球雙刀流，將磁力灌入溜溜球和直排輪溜冰鞋來進行戰鬥，最多可以同時控制6顆溜溜球。同樣身為磁力使者，但身為哥哥的羅卻是萬年不變的C級師兵。在留美奈等人返回地面世界之後，一般認為高麗和哥哥一起重回公司(而且羅似乎終於升上B級師兵)。
羅（聲優：宗矢樹賴／台灣：林谷珍）
高麗的親哥哥(雖然兩人長得完全不像兄弟)，和弟弟同樣是操縱磁力的能力者，血型為B型。雖然他也是師兵，但只是個階級低下的C級師兵，相較之下弟弟的實力和表現較為優秀。但是除了上述的缺點之外，他喜歡用一些低級的變裝術來矇騙敵人，還認為是自己的得意招式，此外還有欺善怕惡的個性。但是，這些看起來很沒用的模樣，乃由於本作品是以崔西的立場，還有僅瞭解羅的這一面的留美奈等人的觀點來看待的緣故。
實際上，單以身為師兵來說，羅似乎屬於特權階級；單以作為能力者而言，他的實力似乎也堪稱「了不起」的程度(雖然比不過崔西)。此外，只要是為了親弟弟的高麗，無論什麼蠢事他都會挺身而出幫忙，有著如此為弟弟著想的體貼處。原作的最後一回，有個小畫格提到他升上B級師兵的後續，一般認為他在事件結束後重新返回公司。
04（聲優：飯塚雅弓／台灣：林美秀）
出現在貧民窟的半獸人女孩，雖然嬌小但身手敏捷，並且帶有些許野性的味道。當初為了測試留美奈等人的實力而接近他們，事後邀請他們參加貧民窟舉辦的格鬥大會。由於似乎移植有貓的遺傳基因，平常留美奈稱呼她為「小野貓」。04和高麗的感情特別好，被羅戲稱為「弟弟的寶貝未婚妻」，血型為O型。
04是卡迪爾的半獸人研究的試驗者之一，也是當初10位試驗者中唯一逃出研究所的生還者。後來在偶然之下，她再次被帶回卡迪爾研究所，並且變身為擁有翅膀的完全型態。在打敗充滿野心的卡迪爾之後，她為了修養而暫時與留美奈等人分開。故事進入最後決戰時，她和留美奈等人重逢，並帶著留美奈前去與露莉見面。
翠（聲優：櫻井孝宏／香港：李致林／台灣：李景唐）

### 公司相關者
華秦（聲優：森久保祥太郎、少年時代：小池亞希子／香港：黃榮璋／台灣：梁興昌）
公司No.1。公司的統治者，也是實力排名第一的男子。過去曾被大家稱為「地底世界的英雄」，但自從和白龍接觸之後，個性便開始逐漸變得暴虐與殘忍。當初他召集了祟神、赤、迪爾、崔西等人，一起創立了「公司」，並在原本混沌不堪的世界建立起秩序，使得地底世界擁有現今的樣貌。華秦年幼時曾因為「龍的暴走」而失去親愛的姊姊--莎拉薩，讓他背負著深沈的傷痛。白龍看準了這個弱點便趁虛而入，帶著露莉來到公司並提出交涉。 …為什麼她會和7年前死亡的姊姊長得一模一樣呢… 由於華秦是從所有能力之根源的「生命巫女」的血所分離出來的胞弟，因此全部的屬性對他都無效，而且還擁有斬斷天地萬物的能力(動畫版的設定是可以同時使用複數的能力)。血型為AB型。
白龍（聲優：寺杣昌紀／香港：黃健強／台灣：梁興昌）
公司No.2。和迪爾同樣屬於「水」能力者，不過其實力還在迪爾之上，是公司的第二把交椅。為了將逃走的露莉帶回公司而來到地面上，只要是為了達成目的，既使是無情的手段也不會推辭，個性十分殘酷。白龍曾經是地面上一個叫做「箱庭」的實驗機關的研究員，他的能力也是在地面上培養出來的；後來他帶著使用複製技術而誕生出來的華秦姊姊的複製人「露莉」，造訪地底世界的公司。在首次與華秦交涉時遭到他出其不意的襲擊，雖然明明沒有受傷，但不知為何下一秒臉頰瞬間掛彩並出現傷痕(這是由於華秦「斬斷所有物體的能力」的結果)。白龍擅長操縱水來發動各式各樣的攻擊與必殺招式。他所使用的水並非普通的水，而是將不純物和雜質幾乎完全去除掉的「純水」，因此抵抗力上升而且徹底絕緣化(雷使者的雪兒便是因此被他打敗)。甚至，他還擁有能夠操縱對手體內的水分和液體的「超能力」。血型為O型。
崇神（聲優：牛山茂／台灣：林谷珍）
公司No.3。公司排名第三的男子，也是元老級創立成員的一人。雖然她的年紀應該和華秦、崔西等人相近，不過因為一直戴著眼鏡，加上不苟言笑的嚴肅個性，使得外表看起來比實際老很多。祟神具有和崔西相同的操縱「重力」的能力，不過他的實力比崔西還要強許多；可以將周圍空間的重力變為原本的5倍甚至10倍，而且擁有名為「鐵震靠」的絕招(這個招式後來被崔西學起來攻擊白龍)。
雖然崇神也是能力者，不過平常總是為了工作和事務而辛勤忙碌。華秦對於姊姊的深切思念無法斷絕、白龍又滿腦子盡是對留美奈復仇的想法，而祟神的地位僅次於他們兩人，加上他身為華秦的左右手，地底世界以及公司命運的重擔便幾乎全都落在他的肩膀上，因此經常有許多的煩心事。血型為O型。
赤（聲優：三木真一郎／香港：劉昭文／台灣：林谷珍）
公司No.4。公司A級師兵的一人，也是A級師兵團隊的領導者，擁有自由操縱「火」的能力。在崔西和露莉逃離公司後，他首先追逐她們來到地面世界，並且殺死了欲保護露莉的留美奈；然而在留美奈因為反魂能力復活後，因為見識到他操縱風的能力而暫時撤退。
炎在公司中擁有排名第四的實力，不過他對於對待師兵的思考方式，和華秦還有白龍的想法是相反的，一直保持著當初建立公司時的初衷。在白龍當初準備殺死雪兒的時候，他出面求情並救了雪兒一命，並且放她逃離公司。在他和留美奈決鬥過後，曾說過要阻止華秦之類的發言，不過由於作品後來迅速地進入結局，赤從此沒有再登場過。公司元老級創立成員的一人，血型為AB型。

### 其他相關者
爺爺（聲優：富田耕生／台灣：林谷珍）
留美奈的爺爺。淺蔥留古武術的專家。

## 動畫

### 製作人員
- 原作：有樂彰展(史克威尔艾尼克斯「GANGAN COMICS」刊)
- 企畫製作人：岩田圭介(東京電視台)、菅原章(電通)、田口浩司(史克威尔艾尼克斯)、布川郁司(ぴえろ)
- 原案協力：小泉浩志、下村裕一(史克威尔艾尼克斯「月刊少年GANGAN」編集部)
- 系列構成：隈沢克之
- 主要人物設計：もりやまゆうじ
- 次要人物設計：六道那拓美
- 美術監督：一色美緒(Studio Wyeth)
- 色彩設定：川見拓也
- 攝影監督：松本敦徳
- 編輯：高山智江子(森田編集室)
- 音樂：多田彰文
- 音響監督：高桑一(神南スタジオ)
- 音響效果：長谷川卓也(サウンドボックス)
- 錄音調整：蝦名恭範
- 錄音助手：野口あきら
- 錄音工作室：スタジオごんぐ
- 錄音製作人：塚田政宏
- 錄音製作：ケイエスエス→楽音舎
- 音楽製作人：佐々木史朗、外村敬一
- 音楽製作與協力：ビクターエンタテインメント、ソニーミュージックエンタテインメント、テレビ東京ミュージック
- 動畫製作人：朴谷直治(ぴえろ)
- 製作人：東不可止(TV TOKYO)、山西太平(Dentsu)、萩野賢(ぴえろ)
- 監督：伊達勇登
- 製作：TV TOKYO、Dentsu、ぴえろ
- 著作：(C) 有楽彰展／スクウェア・エニックス，TV TOKYO, Dentsu，ぴえろ 2002

### 主題曲
- 片頭曲1 「情熱」：第1話～第17話

(作詞：小玉キョウ／作曲・編曲：木村玲／歌：[iksi:d])
- 片頭曲2 「HEY YOU!! 〜失ってはならないもの〜」：第18話～第25話

(作詞：小玉キョウ／作曲・編曲：木村玲／歌：[iksi:d])
- 片尾曲1 「覚醒都市」：第1話～第25話

(作詞・作曲：新居昭乃／編曲：保刈久明／歌：新居昭乃)
- 片尾曲2 「Eternal Flower」：第26話(最終話)

(作詞：藤林聖子／作曲・編曲：石塚知生／歌：ルリ(寺田はるひ))

### 各集標題
| 集 數 | 日 文 標 題                               | 中 文 標 題             | 日本首播日期 |
| ----- | ----------------------------------------- | ----------------------- | ------------ |
| 01    | 地上…運命の出逢い                         | 地面…命運的相逢         | 2002-04-02   |
| 02    | 反魂(はんごん)…生命(いのち)の巫女         | 反魂…生命的巫女         | 2002-04-09   |
| 03    | 覚醒…風・動くとき                         | 覺醒…風舞動的時刻       | 2002-04-16   |
| 04    | 満月…ルリの想い                           | 滿月…露莉的心願         | 2002-04-23   |
| 05    | 対決…二人の水使い                         | 對決…雙人的水使者       | 2002-04-30   |
| 06    | 修行…それぞれの決意                       | 修行…各自的決心         | 2002-05-07   |
| 07    | 突入…地下世界へ                           | 闖入…前往地底世界       | 2002-05-14   |
| 08    | 師兵(スーペイ)…闇に潜むワナ               | 師兵…隱藏於黑暗中的陷阱 | 2002-05-21   |
| 09    | 練氣銃…ともに戦うために                   | 練氣槍…為了能夠一起戰鬥 | 2002-05-28   |
| 10    | 逆襲…水使い再び                           | 反擊…水使者再度現身     | 2002-06-04   |
| 11    | 死闘…憎しみを越えて                       | 死鬥…超越敵意與憎恨     | 2002-06-11   |
| 12    | 反逆…光への脱出                           | 背叛…朝著光芒之處脫逃   | 2002-06-18   |
| 13    | 約束…リボンにこめた想い                   | 約定…灌注於絲帶中的心意 | 2002-06-25   |
| 14    | 追撃…タワーゲートの刺客                   | 追擊…雙塔之門的刺客     | 2002-07-02   |
| 15    | 襲撃…引き裂かれた絆                       | 襲擊…被撕裂的羈絆       | 2002-07-09   |
| 16    | 衝撃…忘れえぬ旋律                         | 衝擊…無法忘卻的旋律     | 2002-07-16   |
| 17    | 漸撃…笑顔のために                         | 逐步反擊…為了妳的笑容   | 2002-07-23   |
| 18    | 再会…涙ぬぐう風                           | 重逢…拭去淚水的微風     | 2002-07-30   |
| 19    | 焦燥…とどかぬ想い                         | 焦躁…無法傳達的思念     | 2002-08-06   |
| 20    | 刺客…磁力使いのワナ                       | 刺客…磁力使者的陷阱     | 2002-08-13   |
| 21    | 最下層(スラム)…反逆者たちの街             | 最底層…反叛者們的街道   | 2002-08-20   |
| 22    | 結集…処刑場(キリングフィールド)への招待状 | 聚集…前往處刑場的招待函 | 2002-08-27   |
| 23    | 激戦…頂点を目指して                       | 激戰…以頂點為目標       | 2002-09-03   |
| 24    | 理由…裏切りの炎                           | 理由…背叛的火焰         | 2002-09-10   |
| 25    | 崩壊…癒されぬ心                           | 崩潰…無法治癒的心靈     | 2002-09-17   |
| 26    | 光へ…想いをひとつに！                     | 朝桐光…將想法合而為一！ | 2002-09-24   |

## 外部連結
- （日語） 東京地底奇兵 動畫官方網站(Pierrot) （页面存档备份，存于）
- （日語） 東京地底奇兵 動畫官方網站(東京電視台) （页面存档备份，存于）
- （日語） 東京地底奇兵 漫畫官方網站(GanGan) （页面存档备份，存于）

| 日本 東京電視台 星期二18:30節目 | 日本 東京電視台 星期二18:30節目 | 日本 東京電視台 星期二18:30節目 |
| ------------------------------- | ------------------------------- | ------------------------------- |
|                                 | 東京地底奇兵                    |                                 |
| 最終幻想：無限                  | 五九戰記                        |                                 |